# Прапор Маневицького району
Пра́пор Мане́вицького райо́ну затверджений 21 листопада 2000 року сесією Маневицької районної ради.

## Опис
Прапор Маневицького району — прямокутне полотнище зі співвідношенням ширини до довжини 2:3, на якому від древка відділяє кутом до середини рівнобедренний трикутник червоного кольору, від якого проходять рівнозначні по ширині смуги, розташовані в порядку зверху до низу блакитного, жовтого та зеленого кольорів.

## Символіка кольорів
Основні кольори прапора характеризують:
- червоний — історичний колір Волині, мужність, сміливість та великодушність;
- блакитний — чесність, бездоганність та чесноту;
- жовтий (золотий) — достаток і багатство краю;
- зелений — надію, волю, радість та приналежність до Полісся, через наявність головного багатства Маневиччини — лісу і лук.